# 大卫·亚沙维侬
大卫·亚沙维侬（1975年7月17日—），是一名泰法混血的泰国男演员、MC兼导演，也是泰国著名女演员阿玛拉·亚沙维侬的孙子。演艺代表作有《终极标靶2》、《嗜血狂鳄》、《致命倒计时》。毕业于波士顿大学。

## 早年经历
在还未接触演艺圈时，大卫·亚沙维侬曾在电气工程设备销售业务中工作。然后他在英国的一家酒店工作之前尝试营销工作，并在法国的一家畜牧厂工作多年。